# بروغ (سويسرا)
بروغ (بالفرنسية: Brugg)‏ هي واحدة من بلديات كانتون أرجاو في سويسرا.

## المدن التوأمة
مدينة روتفايل هي مدينة توأمة لـبروغ (سويسرا).

## أعلام
- ماريو إيغيمان
- ألبرت الأول ملك ألمانيا
- عزت هاجروفيتش
- كورين مولر
- أبراهام إيمانويل فروليش
- ريجينا بنديكس
- يوهان هاينريش بستالوتزي
- غوتليب جاغر